# Hidromagnesita
La hidromagnesita o es un mineral de la clase de los minerales carbonatos y nitratos. Fue descrito por primera vez en 1827 en minas de Nueva Jersey (EE. UU.), siendo nombrada en alusión a su composición química, por tener magnesio y estar hidratada. Sinónimos poco usados son: lancasterita, hidromagnocalcita o pencatita.

## Características químicas
Es un carbonato hidratado e hidroxilado de magnesio.

## Formación y yacimientos
Con una amplia distribución por todo el mundo, aparece como mineral secundario en zonas de alteración hidrotermal de baja temperatura, cristalizando en pequeñas vetas en las serpentinas y en rocas ígneas ricas en magnesio alteradas.
En otras ocasiones se forma como producto de la alteración de mineral brucita en mármoles periclásticos.
También es común encontrarlo en cuevas, donde es un componente de la llamada leche de luna o de espeleotemas.
Suele encontrarse asociado a otros minerales como: calcita, dolomita, aragonito, brucita, magnesita, artinita, piroaurita, periclasa, ópalo  o cromita.

## Usos
Su uso industrial más común es mezclado con huntita como aditivo retardante del fuego para polímeros, ya que la hidromagnesita se descompone endotérmicamente soltando agua y dióxido de carbono que apagan la combustión.